# Megachile anodonta
Megachile anodonta är en biart som beskrevs av Cockerell 1927. Megachile anodonta ingår i släktet tapetserarbin, och familjen buksamlarbin. Inga underarter finns listade i Catalogue of Life.